# LISA Pathfinder
LISA Pathfinder (Laser Interferometer Space Antenna) was de tweede "kleine missie voor gevorderd onderzoek" (SMART: Small Missions for Advanced Research in Technology) van de Europese Ruimtevaartorganisatie ESA.
Het was een laserinterferometerproject dat samen met de NASA ontwikkeld wordt. Het gaat om spitstechnologie die zo gevoelig is dat zij door allerhande interferenties op aarde niet kan toegepast worden. Het doel is laagfrequente zwaartekrachtgolven te detecteren.
LISA Pathfinder is letterlijk een verkenner omdat de spitstechnologie niet op aarde kan getest worden. In de ruimte zullen bij afwezigheid van enige gravitatie de zeer gevoelige instrumenten getest kunnen worden. Later zal dan het definitieve LISA-systeem met drie identieke satellieten gelanceerd worden. Deze satellieten zullen zich op 5 miljoen kilometer van elkaar in een heliocentrische baan bevinden.

## Doel
Vrijwel alles wat wij weten over het heelal is gebaseerd op observatie van elektromagnetische straling zoals zichtbaar licht, infrarode-, ultraviolette-, radio-, röntgen- en gammastralen. LISA Pathfinder zal een nieuwe methode gebruiken om het heelal te onderzoeken: het detecteren van zwaartekrachtgolven. Zo kunnen astrofysici de meest fundamentele vragen over het heelal onderzoeken zoals de botsing tussen twee zwarte gaten, de krachtigste transformaties in het heelal.

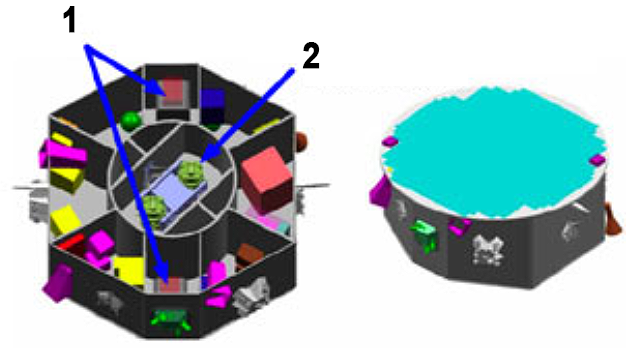
Schets van de sonde met en zonder zonnepanelen

## Eerste detectie van zwaartekrachtgolven in de ruimte
Met LISA Pathfinder zal de technologie voor het detecteren van zwaartekrachtgolven voor het eerst in de ruimte getest worden. Met deze technologie zal kunnen nagegaan worden of de stelling van Einstein in zijn algemene relativiteitstheorie – nu meer dan een eeuw geleden – correct is. Deze stelling houdt in dat rimpels in de ruimtetijd kriskras door de ruimte snellen. Deze golven zijn voor het eerst waargenomen op 14 september 2015 in de LIGO detectoren in Washington en Louisiana, echter zal het LISA Space based instrument bijna 1000× zo precies kunnen meten. LISA zal ons meer vertellen over hoe ruimte en tijd verweven zijn. Hij zal de zwaartekrachtsgolven detecteren van zwarte gaten en binaire neutronensterren. Hij zal hun intensiteit en richting meten; metingen die tot nu toe onmogelijk waren.

## Alleen mogelijk in de ruimte
LISA is gebaseerd op technologieën die nog nooit gebruikt werden. Zij zijn niet alleen nieuw, maar kunnen ook niet toegepast worden op aarde omdat de zwaartekracht van de aarde de metingen zou beïnvloeden. Ook de diverse magnetische, elektrische en mechanische (trillingen) invloeden van onze omgeving zouden de gevoelige metingen verstoren. Alleen in de ruimte kunnen de subtiele effecten van laagfrequente gravitatiegolven met ultragevoelige instrumenten gemeten worden.

## Lancering

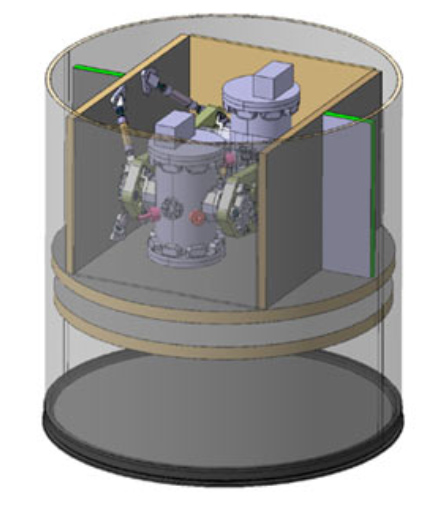
Schets van het meetinstrument

Pathfinder werd op 3 december 2015 (04:04 UTC) met een Vegaraket gelanceerd vanop de Europese lanceerbasis in Kourou in Frans-Guyana. Zij werd in een parkeerbaan gebracht met een perigeum op 200 km en een apogeum op 1520 km. De inclinatie bedraagt 6,5 graden. Met behulp van de zwaartekracht van de aarde zal het apogeum zes maal hoger gebracht worden om ten slotte in een transferbaan naar het zon-aarde-Lagrangepunt L1 gebracht te worden. De verhoging van het apogeum zal twee weken in beslag nemen. Een maand na de laatste ontbranding van de voortstuwing zal deze afgeworpen worden en vindt de insertie rond het Langrangepunt L1 plaats. Van lancering tot insertie duurt acht weken.

## Meetinstrument
Het LISA Technology Packet (LTP) bevat traagheidssensoren die de beweging van twee massa's ten opzichte van elkaar meten met een precisie van één picometer (één duizendste van een miljoenste van een millimeter). De massa's zijn twee identieke goud-platinum kubussen van 46 mm zijde met een massa van 1,96 kg, die zich op 38 cm van elkaar bevinden. Zij worden in perfecte vrije val gebracht. De bewegingen van de kubussen wordt door middel van een laser-interferometer gemeten.
Om de sonde in vrije val te brengen bevat zij ook een testmassa waarvan de beweging tegen over het frame gemeten wordt tot op een nanometer (één miljoenste van een millimeter). Door middel van micronewton-reactiemotortjes (micro trusters) wordt de sonde gestuurd zodat ze een geodetische lijn volgt. Een geodetische lijn is de kortste verbinding tussen twee punten in een gekromde ruimte. Door een dergelijke lijn te volgen ondervinden de twee testmassa's geen uitwendige krachten. Dit systeem heet het Disturbance Reduction System (DRS) en is een bijdrage van de NASA.

## Testperiode
Een nauwkeurigheid van één picometer halen is niet vanzelfsprekend. Het betekent dat minieme krachten als de stralingsdruk van de zon en de druk van de zonnewind moeten opgevangen worden. De twee kubussen zullen de stilste objecten zijn door mensenhanden gemaakt. Hiertoe wordt continu de positie van Lisa Pathfinder gemeten tegenover de massa's en hij wordt rond de massa's gestuurd zodat zij de wanden niet raken. Dan pas zijn de kubussen in vrije val. Dit alles zal de eerste zes maanden van de missie gecontroleerd worden.
Men zal vrijwillig kleine verstoringen aanbrengen en zien hoe de kubussen reageren. Zo zal de temperatuur in de luchtledige kamer verhoogd worden om de paar resterende moleculen te agiteren en na te gaan of zij een meetbare invloed op de kubussen hebben. De kubussen zullen ook aan magnetische velden blootgesteld worden om te onderzoeken vanaf welke sterkte er een invloed mogelijk is.
De afstand tussen de kubussen wordt gemeten door een optische interferometer. Deze is gebouwd op een blok zerodur keramisch glas van 20 × 20 cm. Er bevinden zich 22 spiegels en splitters op die de laserbundel richten. Hierdoor is men in staat de beweging, positie en oriëntatie van de kubussen te meten zonder fysiek contact.
De missie duurt tot 30 juni 2017. In april 2017 werd de sonde reeds weggehaald van het Lagrangepunt L1 om in een stabiele parkeerbaan rond de zon gebracht te worden. Er worden nog enkele tests uitgevoerd en op 18 juli 2017 worden de laatste instructies doorgezonden.

## Lisa Pathfinder wint American Astronautical Society award 2017
"De AAS (American Astronomical Society) is vereerd het team te eren voor hun resultaten" zegt Carol Lane, de voorzitter van de AAS. "Hun werk verdient erkenning en wij danken en feliciteren al de winnaars die bijgedragen hebben aan de vooruitgang van het ruimteonderzoek".
De Space Technology award wordt toegekend aan projecten die echt vernieuwende technologie brengen. Zo heeft Lisa Pathfinder bewezen dat het mogelijk is gravitatiegolven in de ruimte waar te nemen.